# 暹羅暴龍屬
暹羅暴龍屬（學名：Siamotyrannus）是肉食龍下目恐龍的一屬，生存於下白堊紀的東南亞。
牠的化石是部分骨盆、薦椎及前段尾椎，是在1993年發現於泰國東北部的薩卡組（Sao Khua Formation）地層，地質年代約為阿普第階到阿爾比階。暹羅暴龍的屬名意為「暹羅的暴君」，牠原先被歸類於暴龍超科，但缺乏暴龍超科的主要自衍徵，所以無法確定其分類位置。目前牠們被認為是屬於肉食龍下目的原始物種，而非暴龍超科的原始物種。根據其特徵，可能屬於異特龍科或中華盜龍科。暹羅暴龍的化石研究相當少，只知道牠們的體型相當小，只有6.5米長。

## 外部連結
恐龍百科全書 （页面存档备份，存于）